# Makromarketing
Makromarketing – społeczny system kierowania przepływem dóbr i usługa producentów do konsumentów w taki sposób, że podaż zaspokaja efektywnie popyt i cele społeczne są realizowane. Makromarketing rozpatruje rynek jako system składający się ze wszystkich uczestników, wśród których mają miejsce procesy wymiany na podstawie uprzedniego rozeznania potrzeb, wymagań i dążeń nabywców. Transakcje zawierane są po cenach równowagi kształtowanych przez relacje podaży i popytu, poziomu kosztów i zdolności nabywczej kupujących.